# Aigrefeuille
Aigrefeuille is een gemeente in het Franse departement Haute-Garonne (regio Occitanie). De plaats maakt deel uit van het arrondissement Toulouse. Aigrefeuille telde op 1 januari 2022 1.326 inwoners.

## Geografie
De oppervlakte van Aigrefeuille bedroeg op 1 januari 2022 4,62 vierkante kilometer; de bevolkingsdichtheid was toen 287 inwoners per km².

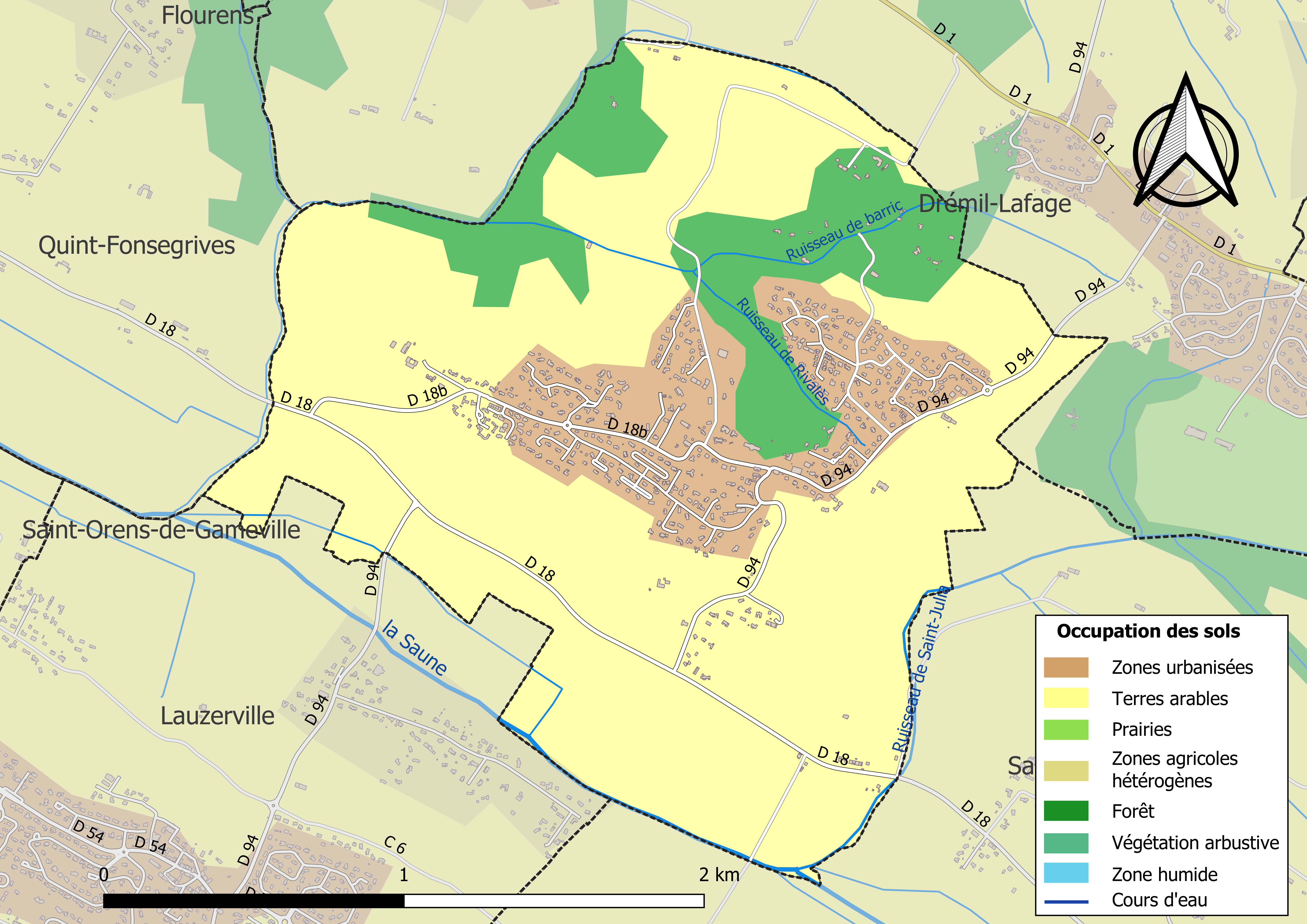
Kaart van de gemeente met belangrijkste infrastructuur, bodemgebruik en omliggende gemeenten

## Demografie
Onderstaande figuur toont het verloop van het inwonertal (bron: INSEE-tellingen).